# 116 (TMV)
El servicio 116 es una línea de buses urbanos de la ciudad de Gran Valparaíso. Opera desde la Población Huanhuali y El Centro De La Comuna de Villa Alemana, por lo que es un servicio local.
Forma parte de la Unidad 1 del sistema de buses urbanos de la ciudad de Gran Valparaíso, siendo operada por la empresa Fenur S.A.

## Zonas que sirve
|  | Villa Alemana |

## Recorrido
| - Villa Alemana - San Enrique - María Mercedes - Dinamarca - Huanhuali - Av. Valparaíso - Maturana - Lourdes | - Villa Alemana - Lourdes - Maturana - Victoria - Av. Ignacio Carrera Pinto - Av. Valparaíso - Huanhuali - Dinamarca - María Mercedes - San Enrique |

- Datos: Q16300952